# Садовый (Миякинский район)
Садовый (баш. Садовый) — село в Миякинском районе Башкортостана, административный центр Биккуловского сельсовета.

## История
С 24 декабря 2012 года село является административным центром Биккуловского сельсовета.

## Население
| 2002 | 2009 | 2010 |
| ---- | ---- | ---- |
| 627  | ↗686 | ↘569 |

Национальный состав
Согласно переписи 2002 года, преобладающие национальности — башкиры (44 %), татары (30 %).

## Географическое положение
Расстояние до:
- районного центра (Киргиз-Мияки): 28 км,
- ближайшей ж/д станции (Аксёново): 29 км.